# Папуга-червонодзьоб
Папу́га-червонодзьо́б (Tanygnathus) — рід папугоподібних птахів родини Psittaculidae. Представники цього роду мешкають на островах Південно-Східній Азії.

## Опис
Папуги-червонодзьоби — це середнього розміру і відносно великі папуги, середня довжина яких становить 31-43 см, а вага 148-334 г. Вони мають витягнуту будову тіла, короткий, округлий хвіст і велику голову. Забарвлення у них переважно зелене, червоні плями на плечах відсутні. Папугам-червонодзьобам притаманні дуже великі дзьоби, восковиця у них неоперена. Статевий диморфізм слабо виражений.

## Види
Виділяють п'ять видів:
- Папуга-червонодзьоб чорноплечий (Tanygnathus megalorynchos)
- Папуга-червонодзьоб лусонський (Tanygnathus lucionensis)
- Tanygnathus everetti[8]
- Папуга-червонодзьоб суматранський (Tanygnathus sumatranus)
- Папуга-червонодзьоб буруйський (Tanygnathus gramineus)

## Етимологія
Наукова назва роду Tanygnathus походить від сполучення слів дав.-гр. τανυω — розтягуватися і γναθος — щока.